# Episodi di Un caso per due (settima stagione)
La settima stagione della serie televisiva tedesca Un caso per due, composta da 9 episodi, è andata in onda in Germania sul canale ZDF a partire dal 23 gennaio 1987.
| nº | Titolo originale               | Titolo italiano          | Prima TV Germania | Prima TV Italia |
| -- | ------------------------------ | ------------------------ | ----------------- | --------------- |
| 1  | Zorek muß schießen             | Una donna da uccidere    | 23.01.1987        |                 |
| 2  | Zahltag                        | Una situazione difficile | 06.03.1987        |                 |
| 3  | Tatzeit                        | L'ora del delitto        | 10.04.1987        |                 |
| 4  | Irgendwann ...                 | L'ultimo concerto        | 22.05.1987        |                 |
| 5  | Wertloses Alibi                | Alibi senza valore       | 31.07.1987        |                 |
| 6  | Über den Tod hinaus ...        | Oltre la morte           | 25.09.1987        |                 |
| 7  | ... zum Tode verurteilt        | ...Condannato a morte    | 23.10.1987        |                 |
| 8  | Lebenslänglich für einen Toten | Un amante scomodo        | 20.11.1987        |                 |
| 9  | Ayla                           | Ayla                     | 18.12.1987        |                 |

## Una donna da uccidere
- Titolo originale: Zorek muß schießen
- Diretto da: Michael Mackenroth
- Scritto da: Detlef Müller
- Interpreti: Günter Strack: Dr. Dieter Renz, Claus Theo Gärtner: Hermann Josef Matula, Rüdiger Kirschstein: Hans Zorek, Susanne Uhlen: Claudia Wendorf, Xenia Pörtner: Thea Borck, Thomas Fritsch: Harald Matthies, Hans Heinz Moser: Ewald Henning

### Trama
Un uomo deve uccidere una donna su commissione. L'uomo nn riesce a commettere il delitto.

## Una situazione difficile
- Titolo originale: Zahltag
- Diretto da: Detlef Rönfeldt
- Scritto da: Wolfgang Mühlbauer
- Interpreti: Günter Strack: Dr. Dieter Renz, Claus Theo Gärtner: Hermann Josef Matula, Zacharias Preen: Bernhard Schlagheck, Oliver Nitsche: Michael Schust, Birol Ünel: Klaus, Katharina Köhntopp: Madeleine Schering, Ingmar Zeisberg: Frau Dr. Moralt, Hansjoachim Krietsch: Kriminalbeamter Rötsch, Eva Christian: Betty Schlagheck, Ludwig Haas: Peter Schlagheck, Dagmar Heller: Frau Schering

### Trama
Dei giovani ancora in età scolare rapinano una banca e prendono in ostaggio una ragazza loro compagna.

## L'ora del delitto
- Titolo originale: Tatzeit
- Diretto da: Michael Mackenroth
- Scritto da: Karl Heinz Willschrei
- Interpreti: Günter Strack: Dr. Dieter Renz, Claus Theo Gärtner: Hermann Josef Matula, Angelika Bender: Angelika Curtius, Gunter Berger: Robert Schuster, Arthur Brauss: Dr. Siegfried Heym, Klaus Guth: Staatsanwalt Hinz, Elert Bode: Vorsitzender Richter, Bernd Fischerauer: Peter Freese, Karlheinz Lemken: Erwin Steiner, Christiane Gött: aktuelle Haushälterin, Elettra de Salvo: ehemalige Haushälterin

### Trama
Un uomo viene accusato di omicidio ma in realtà viene tradito dalla sua amante.

## L'ultimo concerto
- Titolo originale: Irgendwann ...
- Diretto da: Michael Meyer
- Scritto da: Detlef Müller
- Interpreti: Günter Strack: Dr. Dieter Renz, Claus Theo Gärtner: Hermann Josef Matula, Heidi Brühl: Sonja Holten,  Volker Lechtenbrink: Dennis Cramer, Ralf Richter: Dirk Teichert, Bernd Tauber: Herbert Wiesner, Wolfram Weniger: Pit Wehrum, Hans-Eckart Eckhardt: Harald Branss, Eva Brumby: Gerda Wiesner, Birgit Schrowange: Assistentin Rosi

### Trama
Un cantante caduto in disgrazia, interpretato da Volker Lechtenbrink, ritorna in auge ma viene ricattato per fatti di anni prima.

### Colonna sonora
- Volker Lechtenbrink, Irgendwann

## Alibi senza valore
- Titolo originale: Wertloses Alibi
- Diretto da: Michael Mackenroth
- Scritto da: Detlef Müller
- Interpreti: Günter Strack: Dr. Dieter Renz, Claus Theo Gärtner: Hermann Josef Matula, Volker Brandt: Arnold Burig,  Loni von Friedl: Gundi Groll, Diether Krebs: Karlheinz Groll, Paul Esser: Karlheinz Grolls Vater, Hannelore Cremer: Lotte Schirmann, Till Topf: Peter Schirmann, Jürgen Schmidt: Kommissar Urban, Ulrich Beiger: Kunstsammler Dr. Schneider

### Trama
Un uomo viene ricattato quando viene coinvolto in un caso di omicidio, non riuscendo a dimostrare il suo alibi.

## Oltre la morte
- Titolo originale: Über den Tod hinaus ...
- Diretto da: Detlef Rönfeldt
- Scritto da: Detlef Müller
- Interpreti: Günter Strack: Dr. Dieter Renz, Claus Theo Gärtner: Hermann Josef Matula, Gerlinde Locker: Elise Simon,  August Zirner: Karl Schöfer, Karl Michael Vogler: Helmuth Simon, Katja Flint: Ilona Keller, Klaus Götte: Rechtsanwalt Dr. Lutz, Martin Rickelt: Nachbar

### Trama
Una donna viene circuita dal suo amante con un cadavere nella casa di lui; egli non si ricorda nulla.

## ...Condannato a morte
- Titolo originale: ... zum Tode verurteilt
- Diretto da: Hartmut Griesmayr
- Scritto da: Marran Gosov e Kerstin Specht
- Interpreti: Günter Strack: Dr. Dieter Renz, Claus Theo Gärtner: Hermann Josef Matula, Matthias Ponnier: Hannes Malzer, Barbara Petritsch: Paula, Tilo Prückner: Otmar Heinz, Barbara Auer: Silvia Kosinsky, Klaus Abramowsky: Silvia Kosinskys Vater, Brigitte Mira: Blumenhändlerin Moos

### Trama
Un attore che recita l'Amleto sembra soffra di allucinazioni...in realtà lo perseguita il padre di una sua ammiratrice scomparsa.

## Un amante scomodo
- Titolo originale: Lebenslänglich für einen Toten
- Diretto da: Michael Mackenroth
- Scritto da: Peter Hemmer
- Interpreti: Günter Strack: Dr. Dieter Renz, Claus Theo Gärtner: Hermann Josef Matula, Vera Tschechowa: Julia Winter,  Ralf Richter: Daniel Klein, Hansjoachim Krietsch: Kommissar Frühwein, Helmut Förnbacher: George Miller, Sabine Postel: Jeanette Eggers, Martin Jente: Rezeptionist, Isabel Varell: Empfangsdame

### Trama
Una donna rivede casualmente il marito creduto deceduto anni prima. La donna insieme al suo amante erano in realtà complici.

## Ayla
- Titolo originale: Ayla
- Diretto da: Wolfgang F. Henschel
- Scritto da: Klaus Sammer
- Interpreti: Günter Strack: Dr. Dieter Renz, Claus Theo Gärtner: Hermann Josef Matula, Jale Arıkan: Ayla Hikmet,  Yaman Okay: Herr Hikmet, Lisa Fitz: Irene Kurz, Will Danin: Richi, Klaus Guth: Staatsanwalt, Claus Berlinghof: Kommissar, Mürtüz Yolcu: Hassan

### Trama
Una ragazza di origine turca viene vessata dal padre che la vuole proteggere da cattive compagnie. Il suo ragazzo viene ucciso dopo che Matula si era già messo sulle sue tracce.

### Colonna sonora
- Volker Lechtenbrink, Irgendwann
- Run DMC, It's Tricky
- John Farnham, Pressure Down
- William Pitt, City Lights